# Silvio Gigena
Silvio Marcelo Gigena (Villa del Rosario, 27 febbraio 1975) è un ex cestista argentino naturalizzato italiano.
È fratello maggiore del cestista Mario Gigena.

## Carriera

### Club
Silvio Gigena cominciò a giocare a minibasket all'età di undici anni, per poi firmare quindicenne il suo primo contratto con l'Atenas de Córdoba. A sedici anni venne notato dal procuratore italo-argentino Vincenzo Pellegrino e portato in Italia insieme al fratello Mario nel 1991 alla Don Bosco Livorno, squadra che all'epoca militava in Serie C e che qualche anno più tardi avrebbe assunto la denominazione di Basket Livorno. In vista della stagione 1994-1995 il Don Bosco, che intanto era salito in terza serie, divenne la prima realtà cittadina in virtù della radiazione della Libertas Livorno. Nel corso di quella stagione Gigena fu MVP delle finali giovanili che regalarono al club il primo scudetto juniores, sotto la guida di coach Luca Banchi e al fianco di altri giovani giocatori come Samuele Podestà, Daniele Parente ed Enrico Burini che come lui facevano parte anche della prima squadra in Serie B. Al termine dell'annata seguente, la vittoria dei play-off del campionato di Serie B d'Eccellenza 1995-1996 portò la formazione labronica a centrare la promozione. Gigena poté così debuttare in A2 in una stagione in cui realizzò 13,3 punti di media. Nella Serie A2 1997-1998 Livorno concluse la regular season al primo posto in solitaria salvo poi perdere la finale play-off contro Imola, ma a livello personale Gigena viaggiò a 15,3 punti e venne anche premiato come miglior giocatore di quell'edizione del torneo.
Nell'estate 1998 fu sul punto di essere acquistato dalla Virtus Bologna al punto tale da effettuare anche le visite mediche, ma un successivo contenzioso tra le due società bloccò il trasferimento. Il suo passaggio avvenne comunque qualche settimana dopo, a fine ottobre, quando venne trovato un accordo. La sua parentesi con le vu nere si rivelò tuttavia piuttosto breve, visto che giocò dieci partite di campionato con medie pari a 2,5 punti e 8,1 minuti a gara. A fine gennaio 1999 il suo contratto venne rilevato dall'Olimpia Milano con cui ottenne un minutaggio maggiore: 5,9 punti in 21,3 minuti di media durante sette incontri di regular season, 8,3 punti in 23,3 minuti in sei gare dei play-off.
Nel luglio 1999 firmò un contratto biennale con la Scavolini Pesaro iniziando di fatto quella che si rivelò essere una lunga parentesi in riva all'Adriatico. Nella prima stagione pesarese (1999-2000) segnò 8,2 punti in 21,0 minuti di media, numeri che divennero 7,2 punti e 19,5 minuti l'anno seguente e 7,1 punti in 19,8 minuti nel 2001-2002.
Prima dell'inizio della stagione 2002-2003 venne nominato nuovo capitano, ruolo ereditato dalla partenza di Melvin Booker. Quell'anno viaggiò a 9,6 punti con il 65,7 al tiro da due e il 41,7% al tiro da tre, chiudendo con il miglior OER (coefficiente di efficacia offensiva) di quell'edizione della Serie A. Il suo utilizzo diminuì però nel corso della stagione 2003-2004, durante la quale venne mediamente utilizzato da coach Phil Melillo per 10,6 minuti a partita. Durante la stagione 2004-2005, nella quale ebbe un minutaggio simile, venne paventato un suo trasferimento altrove ed il suo scarso utilizzo portò i tifosi a contestare la società, ma il giocatore finì comunque per rimanere in biancorosso fino al termine di un campionato che la formazione marchigiana chiuse al nono posto, mancando l'accesso ai play-off.
Nell'estate 2005 la sua parentesi pesarese terminò dopo sei anni di militanza, nonostante gli rimanesse ancora un anno di contratto. A luglio Gigena venne infatti rilevato dalla Snaidero Udine, con cui sottoscrisse un accordo biennale con opzione per un terzo anno. Alla prima giornata del campionato 2005-2006 dovette fare i conti con un problema al ginocchio che lo tenne di fatto fuori causa per circa un mese e mezzo, poi ad aprile subì una frattura composta del capitello radiale del gomito destro che lo rese indisponibile per oltre un mese, anche se poi tornò in tempo per i play-off. In quella regular season disputò diciannove partite a 5,6 punti in 16,4 minuti di media, mentre l'anno successivo le sue cifre salirono a 8,9 punti e 20,2 minuti. Le sue stagioni in Friuli furono in questo caso due, visto che la società arancione decise di non esercitare l'opzione per il terzo anno.
Nell'agosto 2007 firmò un contratto biennale con lo Scafati Basket, società reduce da una storica salvezza in Serie A. La sua permanenza in Campania fu però molto breve, visto che già ad inizio ottobre lasciò il club gialloblù (dopo una sola partita di campionato all'attivo, nella quale venne utilizzato solo per un minuto) per trovare maggiore spazio altrove. Scese così nel campionato di Legadue per approdare alla Vanoli Soresina dove sostituì l'infortunato Corey Albano. Con la formazione lombarda rimase due stagioni, realizzando 11,5 punti in 20,2 minuti nella Legadue 2007-2008 e 7,4 punti in 16,3 minuti nella Legadue 2008-2009 che terminò per il club con la promozione in Serie A.
Nella stagione 2009-2010 vestì la canotta della Fortitudo Bologna, squadra che, dopo essere retrocessa dalla Serie A ed essere allo stesso tempo anche esclusa dalla Legadue per inadempienze economiche, si iscrisse al torneo di Serie A Dilettanti 2009-2010. Con i felsinei Gigena segnò 13,3 punti a partita. I biancoblù conclusero la stagione vincendo le finali play-off contro Forlì all'ultimo secondo della decisiva gara 5, anche se poi la promozione ottenuta sul campo venne venificata dai problemi economici che impedirono la partecipazione al successivo torneo.
Dopo l'avvio del campionato di Serie A Dilettanti 2010-2011 nel Basket Massafra, nel gennaio 2011 si trasferì all'Ostuni Basket dove si riunì al fratello minore Mario. Il successivo 23 settembre siglò un accordo con il CUS Bari Pallacanestro per disputare la Divisione Nazionale A 2011-2012. La sua ultima stagione da giocatore fu quella relativa all'annata 2012-2013, trascorsa nella Serie C Regionale della Toscana con i colori della Libertas Liburnia Livorno.

### Nazionale
Con l'Argentina ha disputato i Campionati sudamericani del 2001, in cui vinse la medaglia d'oro.